# 국방헬프콜
국방헬프콜은 2014년 경기도 연천 의무병 살인사건 이후에 신설된 대한민국 국군의 가혹 행위 고발 기관이다. 대한민국 국방부 조사본부에서 운영하며 전화 1303 또는 사이버 공간을 통해 운영한다. 국방부 부대관리훈령 제8장 제173조의2에 근거하여 군 장병의 자살 예방 및 고충상담, 성 범죄·군 관련 범죄, 방위 사업 비리에 대한 신고·상담 서비스를 제공한다.

## 제공 서비스

### 전화상담
일반전화, 휴대전화, 군 전화 구분 없이 1303을 눌러 전화상담을 할 수 있다. 병영생활전문상담관이 직접 상담해준다.
| 전화 종류                      | 연결 방법                                   |
| ------------------------------ | ------------------------------------------- |
| 일반 공중전화(KT, 엠텔)        | 긴급통화 버튼 → 1303                        |
| KT 나라사랑 공중전화(다이얼형) | 1541 콜렉트콜 버튼 → 1303                   |
| LG U+ 공중전화                 | 1633 콜렉트콜 버튼 → 1303                   |
| 영상통화 공중전화(KT, 그린비)  | 국방헬프콜 1303 메뉴 → 국방헬프콜 연결 버튼 |

### 사이버 상담

#### 웹페이지

국방헬프콜 웹페이지

국방헬프콜 웹페이지를 이용하여 사이버 상담을 진행할 수 있다. 1303.kr 보관됨 2022-10-20 - 웨이백 머신 1303.한국 보관됨 2022-10-20 - 웨이백 머신

#### 인트라넷
인트라넷 내의 "국방헬프콜" 배너를 클릭하여 상담을 진행할 수 있다.

#### 카카오톡
카카오톡 플러스 친구 "국방헬프콜"을 추가하여 상담을 진행할 수 있다.

## 상담 내용

### 병영생활 고충상담
병영생활을 하면서 발생하는 복무부적응, 인권침해, 자살위기와 같은 사안에 대해 상담을 해준다. 전문상담관과 비밀리에 상담을 진행한다.

### 군범죄·성폭력 신고/상담
군인, 군무원과 관련된 범죄, 군과 민간인이 관련된 범죄에 대해 상담할 수 있다. 병영 악폐습, 인권침해, 군기문란 행위, 사고우려요인 등 다양한 내용의 상담을 진행한다.

### 방위사업비리 신고/상담
방위사업과 군납, 부정군수품 거래 및 유통과 관련한 범죄를 고발하고 상담할 수 있다.

## 참고 자료
국방헬프콜 웹페이지 보관됨 2021-07-24 - 웨이백 머신